# Lennart Winblad
Lennart Gustav Wilhelm Winblad, född 9 december 1938 i Stockholm, död 18 mars 2022, var en svensk journalist och författare.

## Biografi
Lennart Winblad var medarbetare i Jönköpings-Posten 1956–1958, Expressen 1959–1960 och Sveriges Radio/TV 1961 till 1999. Han arbetade bland annat som reporter, programledare, utrikeschef och utrikeskorrespondent. Som korrespondent var han stationerad i London, Paris, Jerusalem, Nairobi, Johannesburg och Washington. Han tilldelades Stora journalistpriset 1986. Sedan 1999 var han verksam som frilansjournalist, konsult och författare.
Lennart Winblad var från 1965 till sin död gift med journalisten Ewonne Winblad. Han är begravd på Skogskyrkogården i Stockholm.